# Sakurai-Preis
Der Sakurai-Preis (offiziell J. J. Sakurai Prize for Theoretical Particle Physics) ist eine Auszeichnung auf dem Gebiet der theoretischen Physik, speziell der Elementarteilchenphysik, die jährlich von der American Physical Society verliehen wird.
Der Preis ist 1984 zum Andenken an Jun John Sakurai gestiftet worden.

## Preisträger
- 1985 Toshihide Maskawa und Makoto Kobayashi
- 1986 David Gross, David Politzer und Frank Wilczek
- 1987 Luciano Maiani und John Iliopoulos
- 1988 Stephen Adler
- 1989 Nicola Cabibbo
- 1990 Tōichirō Kinoshita
- 1991 Wladimir Naumowitsch Gribow
- 1992 Lincoln Wolfenstein
- 1993 Mary Gaillard
- 1994 Yōichirō Nambu
- 1995 Howard Georgi
- 1996 William Bardeen
- 1997 Thomas Appelquist
- 1998 Leonard Susskind
- 1999 Michail Schifman, Arkady Vainshtein und Walentin Iwanowitsch Sacharow
- 2000 Curtis Callan
- 2001 Nathan Isgur, Michail Woloschin, Mark Wise
- 2002 William Marciano und Alberto Sirlin
- 2003 Alfred Mueller und George Sterman
- 2004 Ikaros Bigi und Anthony Ichirō Sanda
- 2005 Susumu Ōkubo
- 2006 Savas Dimopoulos
- 2007 Stanley Brodsky
- 2008 Alexei Jurjewitsch Smirnow, Stanislaw Pawlowitsch Michejew
- 2009 Davison Soper, John Clements Collins, Richard Keith Ellis
- 2010 Robert Brout, François Englert, Gerald Guralnik, Carl R. Hagen, Peter Higgs und T. W. B. Kibble
- 2011 Chris Quigg, Estia Eichten, Ian Hinchliffe, Kenneth Lane
- 2012 Bryan Webber, Guido Altarelli, Torbjörn Sjöstrand
- 2013 Roberto Peccei, Helen Quinn
- 2014 Zvi Bern, Lance J. Dixon, David A. Kosower
- 2015 George Zweig
- 2016 G. Peter Lepage
- 2017 Sally Dawson, John F. Gunion, Howard E. Haber, Gordon L. Kane
- 2018 Michael Dine, Ann Nelson
- 2019 Lisa Randall, Raman Sundrum
- 2020 Pierre Sikivie
- 2021 Vernon Barger
- 2022 Nima Arkani-Hamed
- 2023 Heinrich Leutwyler
- 2024 Andrzej J. Buras
- 2025 Aneesh V. Manohar, Elizabeth E. Jenkins